# 極リング銀河

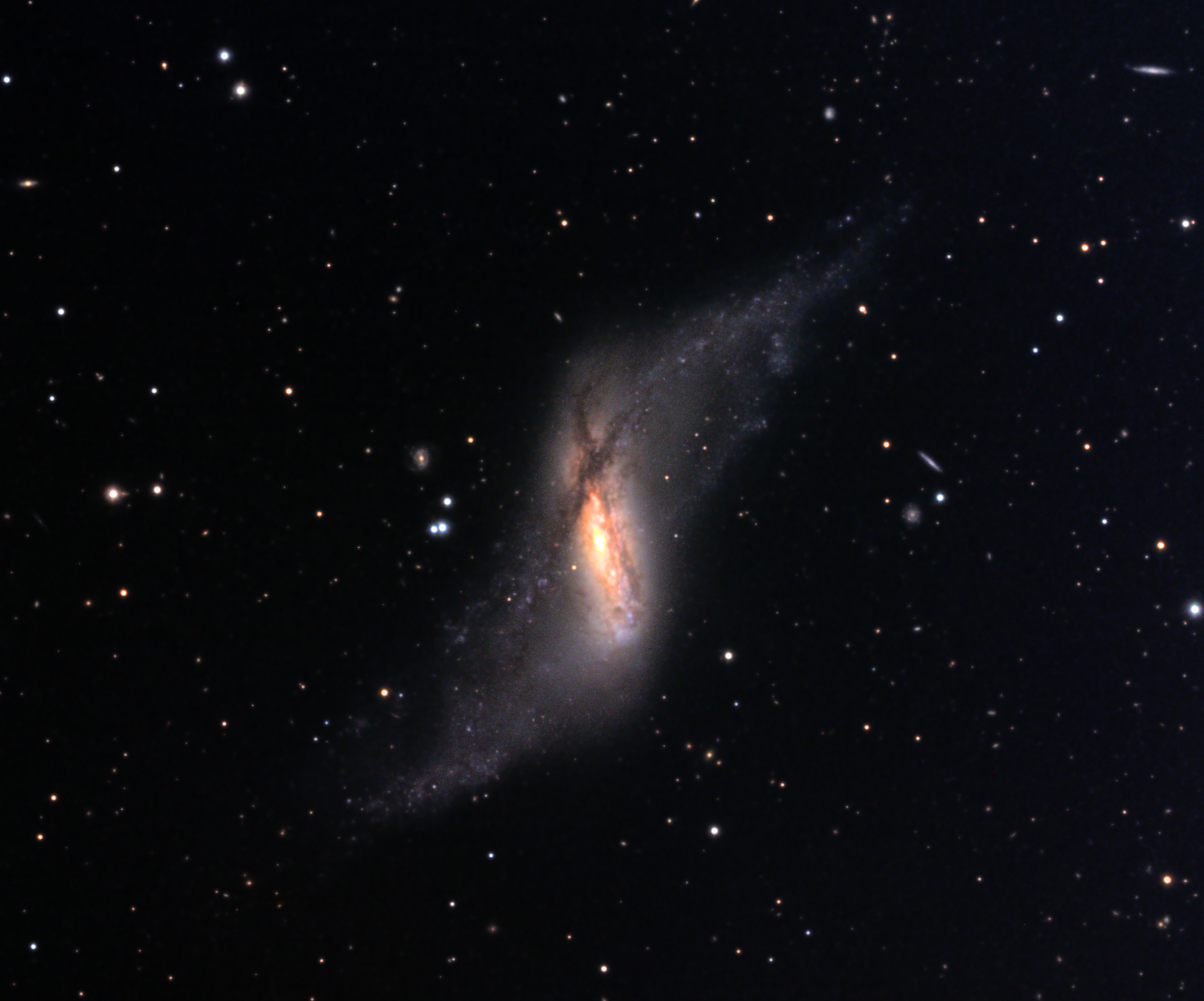
NGC 660

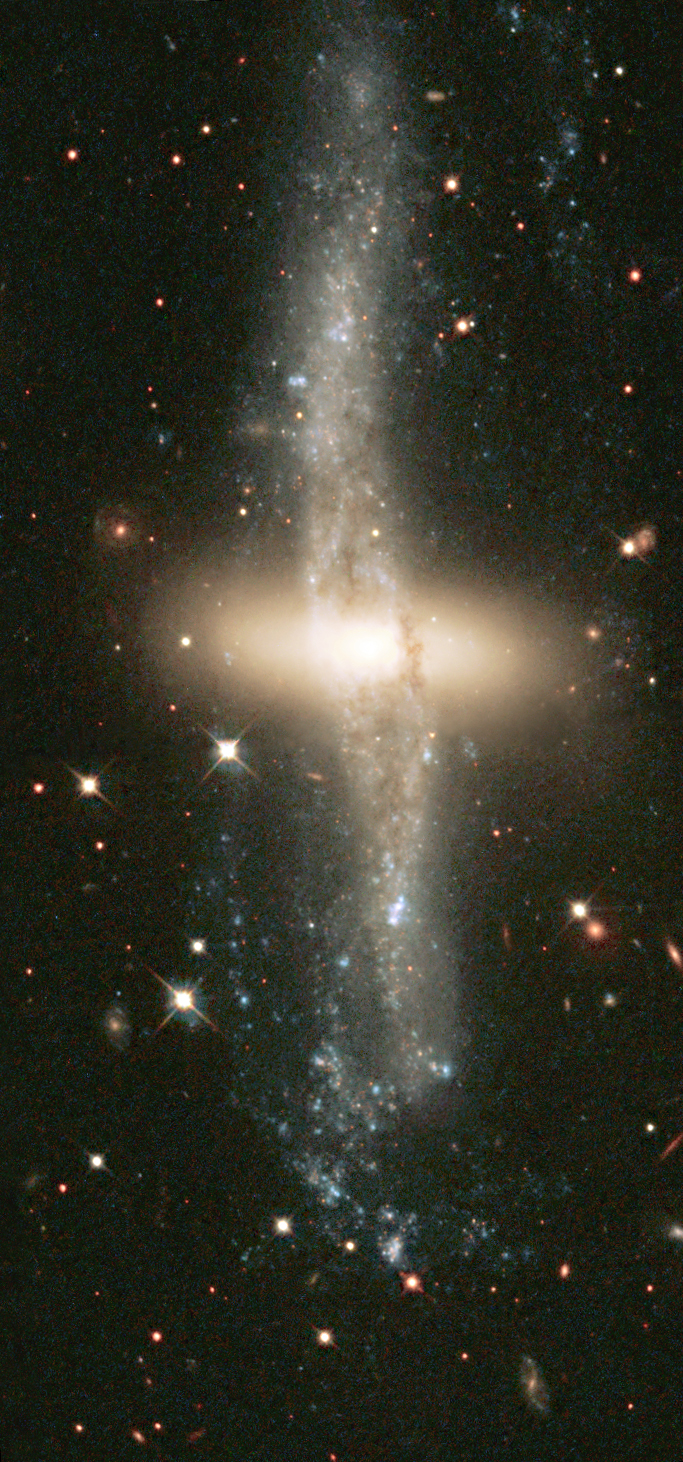
NGC 4650A

極リング銀河（きょくりんぐぎんが）とは、ガスや星々が銀河の中心を回転面に対して垂直に周回する極軌道を持つ銀河のこと。

## 概要
極リング銀河は、NGC 4650AやNGC 660など、100個以上が発見されている。　極リング銀河は、英語ではpolar-ring galaxyという名称で呼ばれている天体である。　
なぜこのような天体ができたかについては、まだ結論がでていないが、原因は銀河同士の衝突ではないかと言われている。